# 월드비트 비나리
월드비트 비나리(Worldbeat Vinari)는 사회적 기업 들소리 소속의 대한민국 종로 2가 시네코아 비나리 전용관에서 상설공연을 하고 있는 한국 전통 음악그룹이다. '월드비트'는 전통음악이 세계의 관객들이 공감 할 수 있는 세계적인 비트라는 의미이며, '비나리'는 '빌다'의 명사형으로 축원덕담,기원을 의미하는 순수 우리말이다.
역동적이고 빠른 비트의 타악 연주에 친숙하면서도 주술적인 선율(旋律)의 아름다움이 결합하여 축제 판을 열어내는 세계의 관객이 함께 즐기며 따라부를 수 있는 월드뮤직 레파토리 발전하면서 한국전통음악이 월드뮤직시장에서 알려지는 계기가 되었다.

## 경력 사항
- 2005년 호주 아들레이드에서 열린 WOMAD에서 초연을 한 후 한국최초로 WOMAD에 연속7회 라인업[1]
- 2008년 뉴욕 Lincoln Center 'Outdoor Festival'공식 초청[2]
- 2009년 세계 최대 월드뮤직엑스포인 WOMEX에 21:1의 경쟁률을 뚫고 공식 쇼케이스에 선정되어 기립박수를 받았다.[3]
- 2010년 북유럽 최대 락 축제인 Roskilde Festival에 초청[4] 되어 전통음악의 역동적인 에너지를 보여 주었다.
- 2012년 영국 월드뮤직 전문지인 송라인즈Songlines에 'Top of the world'으로 앨범이 선정되었다.[5]
- 2012년 53개국 월드투어하며 한국음악 위상을 세계에 알린 공로로 외교통상부 장관으로부터 '신한류 확산 기여' 표창을 받았다.
- 2012년 한국관광공사 우수 공연관광 신규콘텐츠 육성 지원 쇼케이스 1위로 선정되어, 종로 2가 시네코아에 비나리전용관을 오픈[6] 하여 국내외국인을 대상으로 활발한 활동을 하고 있다.

## 공연 내용

### 인사굿비나리
관객들을 위한 소원 풀이 축원고사. 나쁜 액은 풀고 좋은 기운은 불러들이며, 모든 원하는 것을 이루어주시기 바라는 고사덕담을 풀어 놓는다. 전통적인 ‘비나리’의 가락과 가사를 기본으로 하여 사람의 삶에 스며있는 다양한 복의 메시지를 담고 있다.

### 열고 (Opening Drum)
역동적인 대북의 울림이 천지를 깨운다. 다섯 개의 대북이 주고 받는 웅장한 북소리를 따라 서서히 눈과 귀가 열리기 시작한다. 중후한 진동은 심장 박동과 겹쳐지며, 어머니의 뱃속에서의 박동처럼 편안하게 감싸주는 소리로 사람들의 마음 속에 불을 켠다.

### 사바하 (Sabaha)
사바하는 ‘온갖 것을 속히 성취한다’는 산스크리트어이다. 종교적인 의미를 떠나 간절한 바램을 격정적으로 기원하는 곡이며, 예불 의식의 장엄함과 불교 경전의 주술성을 살린 독특한 선율과 함께 파키스탄 전통 음악의 창법을 접목하여 우리 소리의 독창적 창법과 어우러지는 독특하고도 강렬한 힘을 던져 주기도 한다.


### 법고시나위
홀로 하늘과 만물을 깨우던 산사의 법고 소리는 땅 위의 모든 중생들이 귀를 열고 마음의 눈을 떠서 진리를 깨우치기를 바라는 마음을 담고 있다. 큰 북 아래 두 팔을 들고 마음 심자를 그리며 울려대는 법고의 절제미는, 소리가 서로 자유롭게 어울리던 ‘시나위’의 매력과 결합하여 조화의 메시지를 전한다.

### 승승장구
시원하게 쏟아지는 빗소리처럼 공간을 가르며 하늘과 땅의 소리를 이어주는 ‘장구’. 사뿐한 맵시의 몸짓과 함께 등장한 ‘장구’의 소리는, 승리의 기세를 계속 이어간다는 뜻의 ‘승승장구’와 맞아떨어지듯 변화무쌍한 타악의 앙상블을 거세게 몰아간다.

### 만사가 봄빛
희망의 배를 띄우고 우리 시대의 풍요를 기원하며 내일을 향해 힘차게 가보자는 출정의 노래이다. 만선의 꿈을 이룬 어부들의 환희와 농부들의 북놀음이 어우러져 노동요가 가진 투박한 매력과 건강한 희망이 기분좋게 담겨있다.

### 임이 주신매화나무
사랑의 마음이 품고 있는 격정과 인내의 대화를 들려주듯 오직 생황과 가야금의 두 악기 라인으로만 연주되는 곡. 매화 꽃잎처럼 흩어지는 인연들 속에 진실한 사랑을 믿고 기다리는 이들을 위한 따뜻한 위로와 희망의 속삭임을 들려준다.

### 오고타
하늘과 땅 그 중간계, 우주적 해탈과 세속적 해원의 경계를 오가는 인간의 욕망과 초월의 의지를 북소리와 몸짓으로 표현한다. 중앙의 대북, 좌우에 오고를 배치하여 소리의 입체감을 살리고, 강렬한 타법과 현란한 동작으로 무대와 객석을 가득 채우는 대담하고 극적인 합주.

### 맥놀이
하늘과 땅과 사람이 하나되는 세상, 대북과 모듬북 합주의 폭발적인 에너지는 무엇이든 이루어낼 수 있는 진취적이고 강력한 힘과 무한한 가능성을 상징하며, 천지를 연결하는 큰 울림으로 축제를 열어낸다.

### 어허엽 (Ur-Hu-Yeup)
어허엽은 힘차게 북소리를 몰아가며 절정의 에너지를 부추기는 추임새이다. 점점 빨라지는 북소리와 함께 무대와 객석이 주고받는 힘찬 추임새의 반복은 대단원의 열광을 고조시키며, 그 속에서 간절한 기원이 하늘에 닿을 수 있도록 바라는 마음의 일치에 닿는다.

### 닫고 (Close Drum)
모든 소리의 여운을 타악 연주에 모아 숨막히게 몰아가는 마지막 초절정. 일사불란한 리듬이 머리와 손발, 가슴을 휘감아, 웅크린 몸과 마음을 열고, 털고, 일어서게 하는 해원의 뒤풀이다.

### 들놀이
생명의 소리, 축제의 소리로 가득한 ‘들’의 신명과 ‘소리’의 즐거움으로 세상과 함께하는 들소리의 주제곡이다. 절정에 치달은 공연의 긴장감을 내려놓고 감사하며 마무리하는 무대. 관객들과 함께 후렴을 반복하는 가운데 기악, 타악, 풍물, 소리, 춤 등이 한데 어우러지며 무대와 객석은 넉넉한 인심과 풍요, 흥겨움으로 넘쳐난다.

## 음반
| 이름   | 소개 |
| ------ | --- |
| 하택후 | - 본명 : 하택후 (河澤厚, Ha Taek Hu) - 생년월일 : 1980년 6월 11일(44세) - 출생지 : 대한민국 경상남도 거제시 - 포지션 : 팀리더, 타악 - 페이스북 : 하택후 Facebook                                                                 |
| 정경아 | - 본명 : 정경아 (鄭敬阿, JUNG KYUNG A) - 생년월일 : 1979년 7월 2일(45세) - 출생지 : 대한민국 전라북도 전주시 - 포지션 : 가야금, 타악, 코러스 - 페이스북 : 정경아 Facebook                                                        |
| 이중원 | - 본명 : 이중원 (李重元, LEE JUNG WON)) - 생년월일 : 1983년 1월 5일(42세) - 출생지 : 대한민국 경기도 안성시 - 포지션 : 타악, 보컬 - 페이스북 : 이중원 Facebook                                                                   |
| 이경민 | - 본명 : 이경민 (李慶民, LEE KYUNG MIN)) - 생년월일 : 1981년 11월 13일(43세) - 출생지 : 대한민국 서울시 - 포지션 : 춤, 타악, 코러스 - 페이스북 : 이경민 Facebook                                                                 |
| 한지윤 | - 본명 : 한지윤 (韓智允, HAN JI YUN)) - 생년월일 : 1982년 11월 9일(42세) - 출생지 : 대한민국 강원도 정선군 - 포지션 : 춤, 타악, 보컬 - 페이스북 : 한지윤 Facebook                                                                |
| 신명욱 | - 본명 : 신명욱 (辛明煜, SHIN MYOUNG WOOK)) - 생년월일 : 1986년 12월 29일(38세) - 출생지 : 대한민국 서울시 - 포지션 : 대금, 보컬, 타악, 태평소 - 페이스북 : 신명욱 Facebook - 특이사항 - 제23회 동아국악콩쿠르 대금부문 대상수상 |
| 허새롬 | - 본명 : 허새롬 (許새롬, HER SAE ROM)) - 생년월일 : 1986년 3월 30일(39세) - 출생지 : 대한민국 대전시 - 포지션 : 피리, 보컬, 생황, 태평소, 타악 - 페이스북 : 허새롬 Facebook                                                      |
| 김하람 | - 본명 : 김하람 (金하람, Kim Ha Ram)) - 생년월일 : 1989년 1월 14일(36세) - 출생지 : 대한민국 서울시 - 포지션 : 타악코러스 - 페이스북 : 김하람 Facebook                                                                           |
| 박송이 | - 본명 : 박송이 (朴송이, PARK SONG YI)) - 생년월일 : 1988년 6월 22일(36세) - 출생지 : 대한민국 광명시 - 포지션 : 대금, 태평소, 타악 - 페이스북 : 박송이 Facebook                                                                 |
| 오현아 | - 본명 : 오현아 (Oh Hyun-A) - 생년월일 : 1983년 11월 17일(41세) - 출생지 : 대한민국 남원시 - 포지션 : 거문고, 타악 - 페이스북 : 오현아Facebook                                                                                   |
| 김주현 | - 본명 : 김주현 (Kim Ju Hyun) - 생년월일 : 1987년 10월 16일(37세) - 출생지 : 대한민국 포항시 - 포지션 : 아쟁, 타악 - 페이스북 : 김주현 Facebook                                                                                  |

| Portal icon | 대한민국 전통음악 포털 |